# Gogrial Airport
Gogrial Airport är en flygplats i Sydsudan. Den ligger i den centrala delen av landet, 600 kilometer nordväst om huvudstaden Juba. Gogrial Airport ligger 416 meter över havet.
Terrängen runt Gogrial Airport är mycket platt. Närmaste större samhälle är Gogrial, 0,72 kilometer söder om Gogrial Airport.
Omgivningarna runt Gogrial Airport är en mosaik av jordbruksmark och naturlig växtlighet. Runt Gogrial Airport är det ganska tätbefolkat, med 58 invånare per kvadratkilometer.